# Проблеми управління та інформатики
«Міжнародний науково-технічний журнал «Пробле́ми керування та інформа́тики» (International Scientific Technical Journal «Problems of Control and Informatics»)  ISSN  2786-6491(друк); ISSN 2786-6505 (online), сайт: www.jais.net.ua — український науково-технічний часопис, який висвітлює наукові досягнення в галузі теорії автоматичного регулювання, технічної кібернетики і керуючих машин, автоматизації виробництва, автоматизованого електропривода, елементів автоматики, телемеханіки, вимірювальної техніки. З 1956 року видавався Інститутом електротехніки АН УРСР під назвою «Автоматика» (по 1994 рік), виходить шість разів на рік. Мова видання українська та англійська. З 1995 по 2020 рік (включно) перевидався в повному обсязі в США англійською мовою під назвою «Journal of Automation and Information Sciences» (JAIS)  ISSN  1064-2315(print) , ISSN 2163-9337 (online)
Свідоцтво про державну реєстрацію  КВ № 15605-4077ПР від 09.09.2009. ISSN 1028-0979 (друк); 2786-5304 (онлайн) (замінено). 
Ідентифікатор cуб’єкта у сфері друкованого медіа R30-02248 від 21.12.2023 № 1832. 
Засновники: Національна академія наук України, Інститут кібернетики імені В. М. Глушкова НАН України, Інститут космічних досліджень НАН України та ДКА України.
Видавець: Інститут кібернетики імені В. М. Глушкова НАН України 
Головний редактор 
Аркадій Олексійович Чикрій, академік НАН України, доктор фізико-математичних наук, професор, зав. відділом Інституту кібернетики імені. В.М. Глушкова НАН України, Лауреат Державної премії України в галузі науки та техніки, Лауреат Державної премії України в галузі освіти, Лауреат премії ім. В.М. Глушкова, Лауреат премії ім. В.С. Михалевича, Соросівський професор ISSER SPU 041077 (1994–1996 рр.), Президент Української асоціації автоматичного керування, Президент Української асоціації динамічних ігор, https://orcid.org/0000-0001-9665-9085.
Заступники головного редактора:
Боюн Віталій Петрович, академік НАН України, доктор технічних наук, зав. відділом Інституту кібернетики імені В.М. Глушкова Національної академії наук, фахівець у галузі спеціалізованої  обчислювальної техніки та інтелектуальних відеосистем реального часу, дійсний член НАН України[1], лауреат премії ім. С. Лебедєва та Державної премії України в галузі науки і техніки, «Найкращий винахідник Києва», «Найкращий винахідник НАНУ», «Заслужений винахідник України», почесний професор Інституту автоматики Шандунської академії наук КНР. https://orcid.org/0000-0002-3932-3558
Губарев Вʼячеслав Федорович, член-кореспондент НАН України; доктор технічних наук, зав. відділом Інституту космічних досліджень НАН України та ДКА України, заступник голови Національного комітету Української Асоціації з автоматичного керування. Член MR of AMS,http://orcid.org/0000-0001-6284-1866
Кондратенко Юрій Пантелійович, доктор технічних наук, професор, Заслужений винахідник України, член-кореспондент Королівської Європейської Академії докторів наук (RAED — Barcelona 1914), академік Академії наук суднобудування України, Лауреат премії ВСНТО, Фулбрайтівський науковець,https://orcid.org/0000-0001-7736-883X

###### Міжнародна редакційна рада:
Алієв Тельман Аббас огли, академік, доктор технічних наук, професор, Радник президента НАН Азербайджана, зав. кафедрою Азербайджанського архітектурно-будівельного університету (Баку), https://orcid.org/0000-0001-6435-5933
Анісімов Володимир Владиславович, член-кореспондент НАН України, доктор фізико-математичних наук, професор Center for Design and Analysis, Amgen Inc. (Англія, Лондон), Член Міжнародного статистичного інституту (1992), Інституту математичної статистики США (1994), Міжнародного Товариства Бернуллі (1993), Королівського статистичного товариства Великої Британії (2002), Соросівський професор (1996), https://orcid.org/0000-0003-1230-1794
Башар Тамер, професор Університету Іллінойса (США, Урбан), Почесний професор кафедри Університету Цінхуа, Пекін, Китай, премія IEEE Control Systems
Герцбах Ілля Борухович, професор, доктор наук (Ізраїль), https://orcid.org/0000-0003-3676-8663
Гольденгорін Борис Ісакович, доктор технічних наук, PhD за фахом «комбінаторна оптимізація», професор, Почесний доктор наук Хмельницького національного університету, Запрошений професор Центру прикладної оптимізації, Університету Флориди (США), https://orcid.org/0000-0001-7399-581X
Януш Каспшик, професор інформатики Інституту системних досліджень, Дійсний член Польської академії наук, президент Польського товариства з питань операційних та системних досліджень,https://orcid.org/0000-0003-4187-5877
Ласло Лакатош, габілітований доктор, професор Університету імені Лоранда Етвоша (Угорщина), https://orcid.org/0000-0002-5786-3689
Мордухович Борис Шоломович, видатний професор Університету Вейна (США, Детройт), https://orcid.org/0000-0002-6071-6049
Озбай Хитай, професор Bilkent University (Турция, Анкара), https://orcid.org/0000-0003-1134-0679
Пардалос Панос, PhD, заслужений професор, директор Центру прикладної оптимізації Університету Флориди (США), https://orcid.org/0000-0001-9623-8053
Рудольф Иохим (Joachim), доктор наук, професор, зав. кафедрою Саарландського університету (Німеччина, Університет Саара), https://orcid.org/0000-0002-0806-6106

###### Члени редколегії:
Бєлов Володимир Михайлович, доктор медичних наук, професор, зав. відділом Міжнародного науково-навчального центру інформаційних технологій і систем НАН України і МОН України, https://orcid.org/0000-0001-8012-9717
Власенко Лариса Андріївна, доктор технічних наук, професор Харківського національного університету радіоелектроніки, Член спеціалізованої Вченої ради, https://orcid.org/0000-0002-1791-1455
Згуровський Михайло Захарович, академік НАН України, доктор технічних наук, ректор Національного технічного університету «КПІ імені Ігоря Сікорського», Заслужений діяч науки і техніки України, Лауреат Державної премії України в галузі науки і техніки, Лауреат премії ім. В.М. Глушкова НАН України, https://orcid.org/0000-0001-5896-7466
Кнопов Павел Соломонович, член-кореспондент НАН України, доктор фізико-математичних наук, професор, зав. відділом Інституту кібернетики ім. В.М. Глушкова НАН України,https://orcid.org/0000-0001-6550-2237
Крючин Андрій Андрійович, член-кореспондент НАН України, доктор технічних наук, заступник директора Інституту проблем реєстрації інформації НАН України, професор, Лауреат Державної премії України в галузі науки і техніки, Заслужений діяч науки і техніки України, https://orcid.org/0000-0002-5063-4146
Кузнєцов Микола Юрۥєвич, член-кореспондент НАН України, доктор технічних наук, професор Інституту кібернетики ім. В.М. Глушкова НАН України, https://orcid.org/0000-0002-8447-7863
Куссуль Наталія Миколаївна, професорка, докторка технічних наук, завідувачка кафедри математичного моделювання та аналізу даних Фізико-технічного інституту НТУУ "КПІ імені Ігоря Сікорського", головний науковий співробітник Інституту космічних досліджень НАН України та ДКА України, https://orcid.org/0000-0002-9704-9702
Ляшко Сергій Іванович, член-кореспондент НАН України, доктор фізико-математичних наук, професор, зав. кафедрою Київського національного університету імені Тараса Шевченко, https://orcid.org/0000-0003-1016-5231
Опанасенко Володимир Миколайович, доктор технічних наук, професор, провідний науковий співробітник Інституту кібернетики ім. В.М. Глушкова НАН України, https://orcid.org/0000-0002-5175-9522
Сергієнко Іван Васильович, академік НАН України, доктор фізико-математичних наук, професор, директор Інституту кібернетики ім. В.М. Глушкова НАН України, https://orcid.org/0000-0002-1118-7451
Стецюк Петро Іванович, доктор фізико-математичних наук, завідуючий відділом Інституту кібернетики ім. В.М. Глушкова НАН України, http://orcid.org/ 0000-0003-4036-2543
Трофимчук Олександр Миколайович, член-кореспондент НАН України, доктор технічних наук, професор, директор Інституту телекомунікацій і глобального інформаційного простору НАН України, https://orcid.org/0000-0003-3358-6274
Хіміч Олександр Миколайович, член-кореспондент НАН України, доктор фізико-математичних наук, заст. директора Інституту кібернетики ім. В.М. Глушкова НАН України, https://orcid.org/0000-0002-8103-4223
Черевко Ігор Михайлович, доктор фізико-математичних наук Чернівецького національного університету імені Юрія Федьковича, „Соросівський доцент” міжнародного фонду Відродження, https://orcid.org/0000-0002-2690-2091
Черемних Олег Костянтинович, член-кореспондент НАН України; доктор фізико-математичних наук, заступник директора з наукової роботи Інституту космічних досліджень НАН України та ДКА України, зав. відділом Інституту космічних досліджень НАН України та ДКА України. https://orcid.org/0000-0001-6789-3382
ТЕМАТИЧНІ РОЗДІЛИ ЖУРНАЛУ
- - Проблеми динаміки керованих систем
  - Методи оптимізації та оптимальне керування
  - Адаптивне керування та методи ідентифікації
  - Методи керування та оцінювання в умовах невизначеності
  - Керування системами з розподіленими параметрами, математичне моделювання
  - Конфліктно-керовані процеси та методи прийняття рішень
  - Стохастичні системи, нечіткі множини
  - Прикладний нелінійний аналіз, багатозначні відображення
  - Функціонально-диференціальні та імпульсні системи керування
  - Керовані методи наближення функцій
  - Методи обробки та захисту інформації
  - Технічні засоби для вимірювань та керування
  - Космічні інформаційні технології та системи
  - Роботи та системи штучного інтелекту
  - Дослідження операцій та системний аналіз
  - Керування в технічних, економічних та біологічних системах  «Міжнародний науково-технічний журнал «Проблеми керування та інформатики» (ПКІ) — періодичне видання, яке понад пів століття публікує роботи фундаментального та прикладного характеру, висвітлюючи проблеми автоматичного керування та інформатики.

Адреса редакції:
Інститут космічних досліджень НАН України та НКА України

проспект академіка Глушкова, 40, корп. 4/1

Київ-187, 03187, Україна.
Див. також
- Список журналів України